# Opiáceo
Os opiáceos são substâncias derivadas do ópio e, portanto, estão incluídos na classe dos  opioides - grupo de fármacos que atuam nos receptores opioides neuronais. Eles produzem ações de insensibilidade à dor (analgesia) e são usados principalmente na terapia da dor crônica e da dor aguda de alta intensidade. Produzem em doses elevadas euforia, estados hipnóticos e dependência e alguns (morfina e heroína) são usados como droga recreativa de abuso.

## Farmacologia
Os opioides são agonistas dos receptores opioides encontrados nos neurônios de algumas zonas do cérebro, medula espinal e nos sistemas neuronais do intestino.
Os receptores opioides são importantes na regulação normal da sensação da dor. A sua modulação é feita pelos opioides endógenos (fisiológicos), como as endorfinas e as encefalinas, que são neurotransmissores.
Existem três tipos de receptores opioides: mu, delta e kappa. Os receptores μ (mu) são os mais significativos na acção analgésica, mas os δ (delta) e κ (kappa) partilham de algumas funções. Cada tipo de receptor é ligeiramente diferente do outro e, apesar de alguns opioides ativarem todos de forma indiscriminada, já foram desenvolvidos alguns  que ativam apenas um subtipo. Em 1981, foi identificado o receptor delta, que não é ativado por opioides endógenos; por isso, ele é desconsiderado.
Os opioides endógenos são péptidos (pequenas proteínas). Apesar de não serem proteínas, os fármacos opioides usados em terapia  têm,  em solução, conformações semelhantes às dos opioides endógenos, ativando os receptores em substituição a estes.

## Efeitos farmacológicos
Os efeitos farmacológicos dos opioides podem ser úteis ou adversos, conforme a dose e situação. Cada fármaco pode produzir efeitos de intensidade diferente conforme a sua especificidade para uns ou outros receptores, e outras características. Os opioides, através de seus receptores acoplados à proteína G, inibem a adenilato ciclase, reduzindo assim o conteúdo intracelular de AMPc. Também exercem efeito em canais catiônicos, pois promovem a abertura dos canais de potássio e inibem a abertura dos canais de Cálcio dependentes de voltagem. Assim, reduzem tanto a excitabilidade neuronal como a liberação de neurotransmissores.

### No sistema nervoso central
- Analgesia: os opioides reduzem a dor em ambos os seus componentes - sensitivo e emocional. São eficazes na dor aguda e na dor crônica.

- Euforia e disforia: são necessárias doses maiores do que as utilizadas para causar analgesia. Em pacientes com dores crônicas não ocorre este efeito. Consiste num sentimento de flutuar agradável e de bem-estar. A euforia pode degenerar ou ser substituída pela disforia, um estado de ansiedade desagradável e desânimo.

- Depressão Respiratória: os opioides diminuem a atividade do centro neuronal que controla o ritmo e a intensidade da respiração.Usado em altas doses,a respiração pode cessar por completo (é mais comum como causa de morte na overdose).

- Sedação: produzem estados de sonolência e confusão mental sem amnésia.

- Miose: consiste na contração da pupila do olho. Ao contrário de muitos outros fármacos sedativos que produzem midríase(dilatação da pupila),os opioides levam à miose, um importante sinal na identificação de overdoses de opioides.

- Supressão da tosse: pequenas doses de opioides ou formas fracas chegam a eliminar a tosse,devido à depressão do centro neuronal da mesma,no cérebro.

- Náusea: São usados como anti-eméticos, fazem inibição dos mecanismos de controle de vômitos na medula oblongata, através dos receptores de CB1, que estão localizados principalmente no sistema nervoso central. São utilizados como anti-eméticos, em associação com outros, principalmente no tratamento por quimioterápicos citotóxicos.

### Trato gastrointestinal
Também existem receptores opioides em alguns neurônios dos sistemas nervosos autônomos do intestino (plexo de Auerbach e plexo de Meissner)
- Obstipação: os opioides provocam a diminuição da motilidade intestinal, que leva a maior absorção de água e fezes duras.

- Constrição biliar: provocam espasmos nas vias biliares.

- Outros: podem provocar hipotensão (pressão baixa), prurido (coceira), exudação (formação de pus), imunossupressão (baixa imunidade), broncoconstrição (obstrução dos brônquios).

## Usos clínicos
- Dor crónica: os opioides são a primeira escolha no tratamento da dor crónica pós-operativa, no cancro e outras situações. É frequente ser dado ao paciente o controlo de uma bomba, activada por um botão, que injecta opioide de acordo com o seu desejo. Existe geralmente um mecanismo que previne a injecção de doses elevadas (que podem provocar danos graves), mas na grande maioria dos casos o controlo pelo doente reduz a ansiedade e as doses acabam até por ser mais baixas. Nos doentes com dores não existe efeito eufórico, mas há efeito sedativo, portanto o paciente limita-se a carregar no botão quando sente dores, mas de forma a evitar o efeito de sonolência. O mais usado no passado era a morfina, mas tem vindo a ser substituída pelo fentanil, que é mais potente e de acção mais rápida, permitindo melhor controlo e mais rápido alívio da dor.
- Dor aguda forte: em trauma, dor de cabeça (cefaleia), ou no parto. Não se devem usar nas cólicas biliares (lítiase biliar ou pedra na vesícula) porque provocam espasmos que podem aumentar ainda mais a dor. Se a dor é de origem inflamatória são preferíveis os anti-inflamatórios não esteroides, ou opioides fracos como o tramadol, que também são analgésicos eficazes nessas situações.
- Anestesia: como são sedativos, são por vezes usados na preparação antes da inalação de anestésicos gasosos mais potentes.
- Supressão da tosse: alguns opióides fracos como a codeína, são por vezes incluídos em preparações antitússicas. Há risco de acumulação das secreções com infecção.
- Dispneia aguda, principalmente de causa cardíaca: os opioides, particularmente a morfina, são eficazes contra esta condição de emergência. Julga-se que o efeito é devido à redução da ansiedade com regularização da respiração e menor esforço cardíaco.
- Diarreia: como produzem redução da motilidade intestinal são eficazes contra a diarreia. Não devem ser usados na diarreia de causa infecciosa. A loperamida tem poucos efeitos analgésicos e é preferível.

## Como droga de abuso
Os opioides apresentam duas características que os tornam drogas de abuso particularmente perigosas: produzem euforia e bem-estar, mas a sua ação necessita de doses cada vez maiores para que os efeitos sejam mantidos num determinado nível - fenómeno de tolerância.
O opioide de abuso mais utilizado hoje é a heroína, um derivado da morfina com praticamente os mesmo efeitos mas com maior solubilidade aquosa (o que facilita o seu consumo). É consumida pela injeção intravenosa com agulha. Esta forma de consumo leva a uma rápida elevação das concentrações sanguíneas, e resulta numa ação inicial muito mais forte de satisfação intensa, seguida de um potencial de ação mais moderada e cada vez mais fraca.
A tolerância aos opioides leva o consumidor recreativo a consumir doses cada vez maiores. Estas provocam alterações bioquímicas temporárias ou permanentes no cérebro. Julga-se que a produção ou sensibilidade às endorfinas e encefalinas, opioides naturais no ser humano, são reduzidas, e o individuo passa a necessitar de doses de opioide exógeno cada vez maiores apenas para se sentir normal. Quase todos os efeitos do opioide manifestam tolerância, logo um consumidor de altas doses injeta quantidades de heroína que seriam mortais para um não consumidor devido à parada respiratória. O consumo de heroína leva à dependência física e psicológica.
A dependência física é uma consequência inevitável e universal para o consumidor de heroína. É fisiologicamente impossível de se evitar com o consumo regular. A cessação do consumo leva a síndrome de abstinência. Caracteriza-se por tremores, ereção dos pelos ("pele de galinha"), suores abundantes, respiração rápida, temperatura elevada, ansiedade, hostilidade, vómitos e diarreia. Um sinal importante é a midríase (dilatação da pupila). Estes sinais só desaparecem com a administração de um opioide, geralmente de forma instantânea. É apenas possível para o consumidor crónico parar de consumir opioides evitando a dependência física se houver consumo cada vez de doses apenas um pouco menores do fármaco, sem nunca aumentar a quantidade.
A dependência psicológica é subjetiva e é devido à memória do prazer sentido em administrações passadas, e caracteriza-se por um desejo forte, por vezes violento, de consumir a droga.

## Exemplos de opioides
Há opioides naturais, derivados do ópio e sintéticos e semissintéticos.

### Opioides naturais ou fisiológicos
Regulam as sensações de dor e são importantes nos sistemas analgésicos endógenos:
- Endorfinas
- Dinorfinas
- Encefalinas

As comidas picantes (com pimenta) contém capsaicina, um agonista de receptores de dor na língua. A activação da vias da dor leva à activação do sistema fisiológico analgésico com libertação quantidades moderadas de endorfinas. O prazer de comer comidas picantes é devido à sensação de bem estar que as endorfinas produzem.

### Opioides derivados do ópio
A morfina  geralmente constitui   8% a 14% do peso do ópio seco.   Os outros opioides são derivados dela, sendo obtidos  por reações químicas relativamente simples.
- Morfina - o mais usado dos opioides, particularmente na dor crónica.
- Heroína - usado como droga de abuso; raramente, como analgésico.
- Codeína, Dextrometorfano Cloridrato de tramadol - opioides fracos, usados como supressores da tosse ou contra dores moderadas.

### Outros opioides ou agonistas dos receptores opioides
A maioria é sintética:
- Metadona -usada no tratamento de toxicodependentes porque o seu síndrome de privação é menos forte.
- Petidina -também chamada de Meperidina, usada na dor aguda.
- Fentanil -alta potência permite a administração cutânea.
- Loperamida -usado na diarreia. Não entra no cérebro (não passa a barreira hemato-encefálica).
- Tramadol -não é opioide primariamente, mas sim facilitador da transmissão por serotonina. É agonista opióide muito fraco, usado em dores agudas e crónicas moderadas.

### Agonistas parciais e agonistas-antagonistas mistos
Possuem comportamento misto apresentando atividade antagonista para determinados receptores enquanto apresentam atividade agonista em outros
- Nalbufina - antagonista para receptores μ, podendo reverter a depressão respiratória de outros opióides, e agonista para receptores kappa o que lhe confere efeito de sedação e analgesia.
- Buprenorfina - agonista parcial, maior semivida que a morfina.
- Butorfanol - semelhante à nalbufina.

## Antagonistas opioides
São fármacos que têm o efeito de bloquear os receptores opioides, impedindo opioides endógenos ou administrados de actuar.
- Nalorfina
- Naloxona -Usada em casos de overdose para evitar depressão respiratória fatal. Usada também para verificar dependência de opioides. Em dependentes causa síndrome físico de privação imediatamente.

## História
O maior representante desse grupo é o ópio, uma mistura de vários opioides, dos quais o mais importante é a morfina, extraído das sementes das papoulas roxas. Ele é conhecido desde a antiguidade e é então usado na medicina e como droga de abuso nos países orientais (principalmente China).
Só em 1803 Serturner isolou o alcaloide morfina a partir do ópio. O nome da morfina foi-lhe atribuído em honra do deus grego Morfeu, o deus do sono. Apesar de ser o mais antigo opioide a morfina ainda é dos mais usados.
No século XIX houve várias guerras entre a Inglaterra (Reino Unido) e a China devido ao ópio. A Inglaterra procurava proteger o lucrativo negócio dos seus traficantes de ópio, o qual era produzido nas suas colónias, enquanto a China queria quebrar a dependência da sua economia e do seu povo aos poderosos efeitos do ópio enquanto droga recreativa. Estas Guerras do Ópio foram ganhas pela Inglaterra.
Hoje em dia a droga opiácea mais utilizada é a heroína. Esta droga, derivada quimicamente da morfina extraída do ópio, é proibida em todos os países devido à sua tendência a conduzir à toxicodependência profunda.